# Paesaggio ideale con un giovane che uccide un serpente

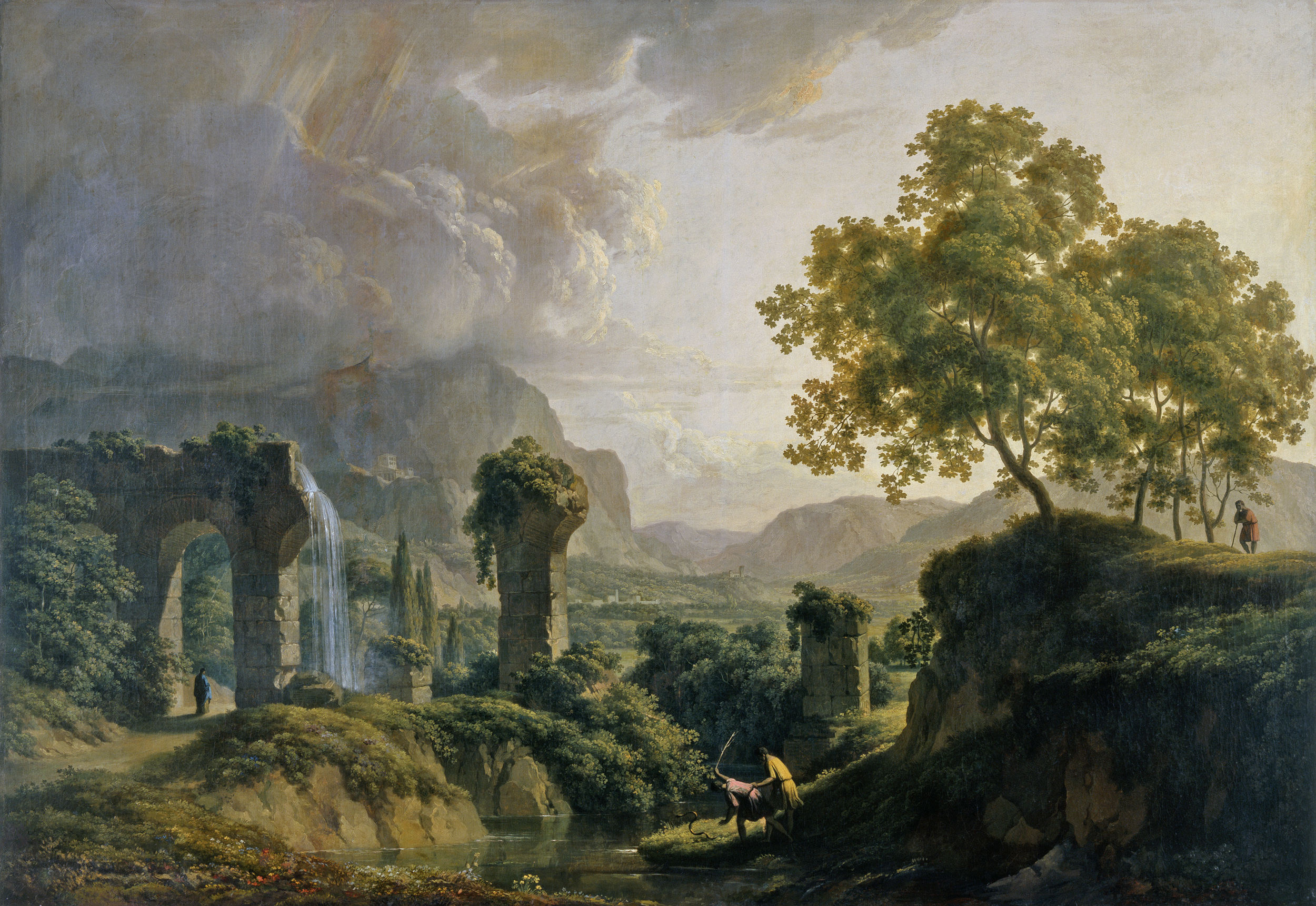
Paesaggio ideale con un giovane che uccide un serpente

Paesaggio ideale con un giovane che uccide un serpente è un dipinto ad olio di Franz Caucig (1755-1828), un pittore neoclassico. Ha fatto il dipinto prima di 1810. Le dimensioni del dipinto sono di 122 x 177,5 centimetri. Il dipinto si trova nella Galleria Nazionale della Slovenia.
Sulla sinistra si vedono un acquedotto e un gruppo di alberi. Sulla destra un giovane uomo uccide un serpente sulla riva di un fiume. Il cielo ha nuvole scure. Il sole splende sul fiume e sul giovane.